# Baloldal
A baloldal, illetve baloldali politika jellemzője, hogy nagy hangsúlyt fektet a társadalmi egyenlőség érvényre juttatására és az általános (szociális) jogokra, szemben a társadalmi hierarchiával, illetve egyenlőtlenséggel. A baloldali politika támogatja a kisebbségek és a hátrányosabb helyzetű csoportok jogait, illetve e jogok érvényre juttatását, támogatja a szabadságjogokat, és általában támogatja a kulturális sokszínűséget, gazdaságilag pedig a nagyobb állami szerepvállalást. A baloldal meghatározása történelmileg és országonként is változó.
A baloldalinak tekintett ideológiák nagymértékben eltérnek attól függően, hogy egy adott időben és helyen milyen pozícióban helyezkednek el a politikai spektrumban. A 18. század végén, az első liberális demokráciák megalakulásakor a baloldal kifejezést a liberalizmus leírására használták az Egyesült Államokban. A modern politikában a baloldal kifejezés a politikai spektrumon középen elhelyezkedő klasszikus liberalizmustól balra elhelyezkedő ideológiákra és mozgalmakra vonatkozik, amelyek bizonyos fokú demokráciát támogatnak a gazdasági szférában. 
Ma az olyan ideológiákat, mint a szociálliberalizmus és a szociáldemokrácia, balközépnek tekintik, míg a baloldal jelző jellemzően a kapitalizmussal szembeni kritikusabb mozgalmaknak van fenntartva, beleértve a munkásmozgalmat, a szocializmust, az anarchizmust, a kommunizmust, a marxizmust és a szindikalizmust, amelyek a 19. és 20. században emelkedtek fel. Ezeken kívül a baloldal kifejezést a kulturálisan liberális társadalmi mozgalmak széles körére is alkalmazták,  ideértve az afroamerikai polgárjogi mozgalmat, a feminista mozgalmat, az LMBT jogok mozgalmát, az abortuszjogi mozgalmakat, a multikulturalizmust, a háborúellenes mozgalmat és a környezetvédelmi mozgalmat. valamint a politikai pártok széles körét. 

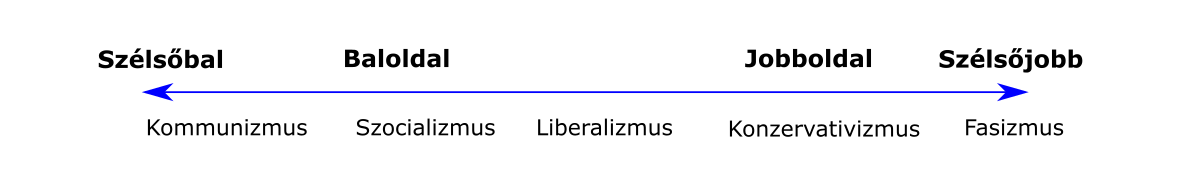
A bal és jobboldal spektruma

## Történelme
Az elnevezés az  1789-es francia forradalomra vezethető vissza, ahol az alkotmányozó Nemzeti Konventben az elnöktől balra foglaltak helyet a monarchiát (és a status quót) ellenző és a radikális változásokat támogató képviselők, vagyis az ancien régime (régi rendszer) elvetői. Később a baloldal fogalma átalakult az új és régi rend képviselőinek a harcává, a munkásmozgalom osztályharcának megnevezésévé.
Az ipari forradalom kiszélesedésével a baloldali politika elsősorban a munkások életkörülményeivel és jogaival kezdett el foglalkozni, illetőleg általánosságban véve az összes szegényebb társadalmi réteg problémáinak megoldását tűzte ki céljául. 
A 19. század közepén a nacionalizmus, a szocializmus, a demokrácia és az anti-klerikalizmus a francia baloldal kulcsfontosságú jellemzőivé váltak. III. Napóleon 1851-es puccsa és a második birodalom megalakulása után a marxizmus a baloldali politikán belüli erőként rivalizálni kezdett a radikális republikanizmussal és az utópisztikus szocializmussal. Karl Marx és Friedrich Engels nagy hatású Kommunista Kiáltványa, amelyet az 1848-as forradalmi hullám közepette adtak ki Európa-szerte, kijelentette, hogy az egész emberiség történelmét az osztályharc határozza meg. Azt jósolták, hogy egy proletárforradalom végül megdönti a burzsoá kapitalizmust, és egy osztály nélküli kommunista társadalmat hoz létre. 
Az I. Internacionálé (1864–1876) számos különböző ország küldötteit tömörítette, akik sokféle nézetet képviseltek egy osztály- és hontalan társadalom eléréséről. A Marx és Mihail Bakunyin támogatói közötti szakadást követően az anarchisták megalakították a St. Imier Anarchista Internacionálét, majd később a Nemzetközi Munkásszövetséget (IWA–AIT). A II. Internacionálé (1888–1916) megosztottá vált az első világháború kérdésében. A háborút ellenzők, köztük Vlagyimir Lenin és Rosa Luxemburg, baloldalibbnak látták magukat. 
A 20. század első felében a kommunista pártok a szociáldemokrácia legradikálisabb szárnyából emelkedtek ki, és a „szélsőbaloldali” csoportba sorolhatók. A kommunisták, akik először 1917-ben Oroszországban, majd számos más országban hatalomra kerültek, a burzsoá demokrácia és a kapitalista társadalom ellenfelei voltak.
Skandináviában. különösen Svédországban a szociáldemokraták kerültek hatalomra az 1920-as és 1930-as években, és az országok jóléti állami rendszereket hoztak létre: ez a szociáldemokrácia e „skandináv modellje” az egyenlőségre törekvő társadalom mintájává vált.
A második világháború próbatétel volt az európai szocialisták számára, akik közül néhányan mindenekelőtt a pacifizmust védték, ami a német megszállás idején néha arra késztette őket, hogy beletörődjenek az együttműködésbe. Az európai kontinens náci megszállás alóli felszabadulása után a szocialisták visszanyerték helyüket a politikai színtéren, de több országban, főleg Franciaországban és Olaszországban számolniuk kellett a világháborútól megerősödött kommunista pártokkal.
A kelet-európai, szovjet megszállás alá kerülő országokban kommunista rendszerek jöttek létre.
A nyugat-európai szocialista pártok a hidegháború idején eltökélten a kommunizmus ellenzékének táborába helyezték magukat. 1951-től a pártok egy új nemzetközi, a Szocialista Internacionálé keretein belül egyesülve reform megközelítést alkalmaztak a piacgazdaságban, és a többség változó mértékben felhagyott a marxizmussal, és a szabadságra és a demokráciára összpontosítottak. 

### Az USA-ban
Az Egyesült Államokban a baloldaliakat, például a szociálliberálisokat, a progresszíveket és a szakszervezetiseket (labor union) Thomas Paine munkái befolyásolták, aki bevezette az eszközalapú egalitarizmus fogalmát, amely azt feltételezi, hogy a társadalmi egyenlőség az erőforrások újraelosztásával lehetséges. Az amerikai polgárháborút követő újjáépítési korszak után a „baloldal” kifejezést használták azok leírására, akik támogatták a szakszervezeteket, az afroamerikai polgárjogi mozgalmat és a háborúellenes mozgalmat.
A szociális progresszivizmus, az egyenlőség a modern baloldaliság közös jellemzője, különösen az Egyesült Államokban, ahol a szociális progresszívek fontos szerepet játszottak a rabszolgaság eltörlésében, a nők választójogának az Egyesült Államok alkotmányában való rögzítésében, és a polgári jogok, nevezetesen az LMBTQ jogok, a nők jogai és a multikulturalizmus védelmében.
Az USA-ban a közelmúltban a baloldali és a jobboldali szót gyakran a demokrata és a republikánus párt szinonimájaként, illetve a liberalizmus és a konzervativizmus szinonimájaként használták.

## Jellemzők
A baloldali politika spektruma a balközéptől a szélső- vagy ultrabaloldalig terjed. 
A balközép kifejezés olyan pozíciót foglal magába a politikai főáramban, amely elfogadja a kapitalizmust és a piacgazdaságot. A balközéphez a szociáldemokraták, a szociálliberálisok, a progresszívek és a zöldek tartoznak. 
A szélsőbal és az ultrabal kifejezéseket olyan álláspontokra használják, amelyek radikálisabbak, erőteljesebben elutasítják a kapitalizmust és a képviseleti demokrácia főáramát, ehelyett a gazdasági demokrácián és a közvetlen demokrácián alapuló, gazdasági, politikai és szociáldemokráciát képviselő szocialista társadalmat hirdetnek. 

### Mérsékelt formája
A politikában a baloldal általában a társadalmi változások szorgalmazója a társadalomkritikai szemlélet alapján. A mérsékelt baloldal uralkodó irányzata Nyugat-Európában a szociáldemokrácia, amely a parlamentáris demokrácia alkotmányos keretei között működik.

### Szélsőséges formái
A baloldalnak több radikális irányzata van, így például a kommunizmus és az anarchizmus. A hatalomra jutott forradalmárok eszmei háttere általában zavarossá, ellentmondásossá vált, hiszen a radikális baloldali szemlélet egyik alapvető gondolata a mindenkori társadalmi renddel szembeni kritikai szemlélet.
A kommunizmus vezető és sokáig legsikeresebb irányzata sokáig a szovjet típusú, Vlagyimir Iljics Lenin nevéhez köthető, marxizmus–leninizmusnak nevezett nézetrendszer és gyakorlat volt, amelynek tézisei szerint az osztályharc során a dolgozó osztályok, a munkások és parasztok osztálya szükségszerű győzelmet arat a tőkés polgári, illetve a feudális arisztokrata osztályok felett. A nemzet csupán egy „vadhajtása” a történelemnek, jelentősége a szabadságjogokkal megszűnik, és az emberek végül mind egyenlőek lesznek.